# Diamonds (альбом Lil Peep и iLoveMakonnen)
| Оценки критиков | Оценки критиков |
| Источник        | Оценка          |
| --------------- | --------------- |
| Pitchfork       | 7.4/10          |
| HipHopDX        | 3.1/5           |

Diamonds (стилизовано как DIAMONDS) — совместный студийный альбом американских рэперов Lil Peep и iLoveMakonnen, выпущенный 8 сентября 2023 года на лейбле AWAL. Альбом был анонсирован Lil Peep в Твиттере и Instagram до своей смерти. Однако после его смерти проект неоднократно откладывался до релиза в 2023 году. В поддержку альбома был выпущен один сингл: «November». Это третий и последний студийный альбом Lil Peep.
Два прошлых сингла, «Sunlight on Your Skin» и «I’ve Been Waiting» при участии Fall Out Boy, были записаны в период записи альбома и должны были появиться в нём, но в итоге были выпущены отдельно. Вместо этого для альбома была использована оригинальная версия «I’ve Been Waiting», которая появилась в альбоме Everybody’s Everything.

## Предыстория
В 2017 году Lil Peep и iLoveMakonnen познакомились друг с другом онлайн. Позже, в июле того же года, они начали работать над музыкой вместе. За это время они работали с несколькими продюсерами над песнями в Лос-Анджелесе в Electric Feel Studios, где был создан первоначальный набор треков. После того, как Lil Peep в августе переехал в Лондон, они продолжили работу над альбомом в Eastcote Studios, а позже объявили о создании совместного альбома, опубликовав предварительный трек-лист в Instagram. Альбом был близок к завершению, когда Lil Peep начал гастролировать в поддержку своего дебютного студийного альбома Come Over When You’re Sober, Pt. 1, которая закончилась преждевременно в связи с его смертью от случайной передозировки фентанилом–ксанаксом.
После его смерти было предпринято множество попыток выпустить проект другими участвовавшими в нём сотрудниками, его тогдашним лейблом и управляющей компанией First Access Entertainment и его менеджерами. 19 сентября 2018 года был выпущен сингл «Falling Down» совместно с XXXTentacion. Оригинальная версия песни под названием «Sunlight on Your Skin» была выпущена 8 днями позже. Релиз «Falling Down» с посмертным добавлением вокала XXXTentacion вызвал этические споры, связанные с таким посмертным сотрудничеством.
Позже, в 2019 году, был выпущен сингл «I’ve Been Waiting» при участии Fall Out Boy. Позже в том же году оригинальная версия трека была выпущена как часть сборника Everybody’s Everything. Эта версия трека была использована в Diamonds. Однако этим планам не суждено было осуществиться, и в 2020 году произошла утечка альбома в сеть.
В 2023 году, в рамках урегулирования иска с обвинениями в смерти сына, поданного матерью Lil Peep Лизой Уомак против его бывшего лейбла, его команде были возвращены права на его музыку. 1 сентября 2023 года iLoveMakonnen объявил датой выхода альбома 8 сентября 2023 года и выпустили «November» в качестве единственного сингла альбома.

## Список песен
Список песен по данным Pitchfork. Информация о песнях по данным сайта Lil Peep.
| №                   | Название                          | Автор(ы)                                                                | Продюсеры                    | Длительность |
| ------------------- | --------------------------------- | ----------------------------------------------------------------------- | ---------------------------- | ------------ |
| 1.                  | «Smokin'»                         | Gustav Åhr Makonnen Sheran Benjamin Friars-Funkhouser Kevin O'Neill     | Fish Narc Lil Zubin          | 4:14         |
| 2.                  | «IDGAF 2»                         | Åhr Sheran Dylan Mullen George Astasio Jason Pebworth Michael Blackburn | Smokeasac IIVI               | 3:09         |
| 3.                  | «Favorite Drug»                   | Åhr Sheran Brenton Duvall                                               | Brenton Duvall iLoveMakonnen | 3:55         |
| 4.                  | «Hypnotized»                      | Åhr Sheran Brenton Duvall                                               | Brenton Duvall iLoveMakonnen | 3:44         |
| 5.                  | «Ballin'»                         | Åhr Sheran Lewis Hughes Nicholas Audino Te Whiti Warbrick               | SickDrumz                    | 2:30         |
| 6.                  | «Really Loving You»               | Åhr Sheran Friars-Funkhouser                                            | Fish Narc iLoveMakonnen      | 2:49         |
| 7.                  | «November»                        | Åhr Sheran Mullen Cody Littlefield                                      | Smokeasac Yung Cortex        | 2:35         |
| 8.                  | «Guiltiness»                      | Åhr Sheran Mullen Littlefield                                           | Smokeasac Yung Cortex        | 3:06         |
| 9.                  | «Prove My Love»                   | Åhr Sheran Duvall                                                       | Brenton Duvall iLoveMakonnen | 4:29         |
| 10.                 | «Sidelines»                       | Åhr Sheran Mullen Astasio Pebworth                                      | Smokeasac IIVI               | 2:08         |
| 11.                 | «I've Been Waiting» (OG version)  | Åhr Sheran Duvall                                                       | Brenton Duvall iLoveMakonnen | 4:33         |
| 12.                 | «Rent to Pay»                     | Åhr Sheran Friars-Funkhouser                                            | Fish Narc iLoveMakonnen      | 3:46         |
| 13.                 | «I Sell Cocaine»                  | Åhr Sheran Friars-Funkhouser                                            | Fish Narc iLoveMakonnen      | 4:09         |
| 14.                 | «That Juice»                      | Åhr Sheran Friars-Funkhouser                                            | Fish Narc iLoveMakonnen      | 2:46         |
| 15.                 | «Twisted»                         | Åhr Sheran Hughes Audino Warbrick                                       | SickDrumz                    | 2:37         |
| 16.                 | «Nasty Names»                     | Åhr Sheran Friars-Funkhouser                                            | Fish Narc                    | 4:25         |
| 17.                 | «Kiss Me»                         | Åhr Sheran Mullen                                                       | Smokeasac                    | 3:48         |
| 18.                 | «Cry Baby 2»                      | Åhr Sheran Mullen Astasio Pebworth Blackburn                            | Smokeasac IIVI               | 3:25         |
| 19.                 | «Hocus Pocus»                     | Åhr Sheran Mullen Astasio Pebworth Alexander Oriet David Phelan         | Smokeasac IIVI               | 3:00         |
| 20.                 | «Cruise With You»                 | Åhr Sheran Mullen                                                       | Smokeasac iLoveMakonnen      | 3:23         |
| 21.                 | «Diamond Piano Freestyle (Outro)» | Åhr Sheran                                                              | iLoveMakonnen                | 12:52        |
| Общая длительность: | Общая длительность:               | Общая длительность:                                                     | Общая длительность:          | 81:23        |